# Widum Flaurling

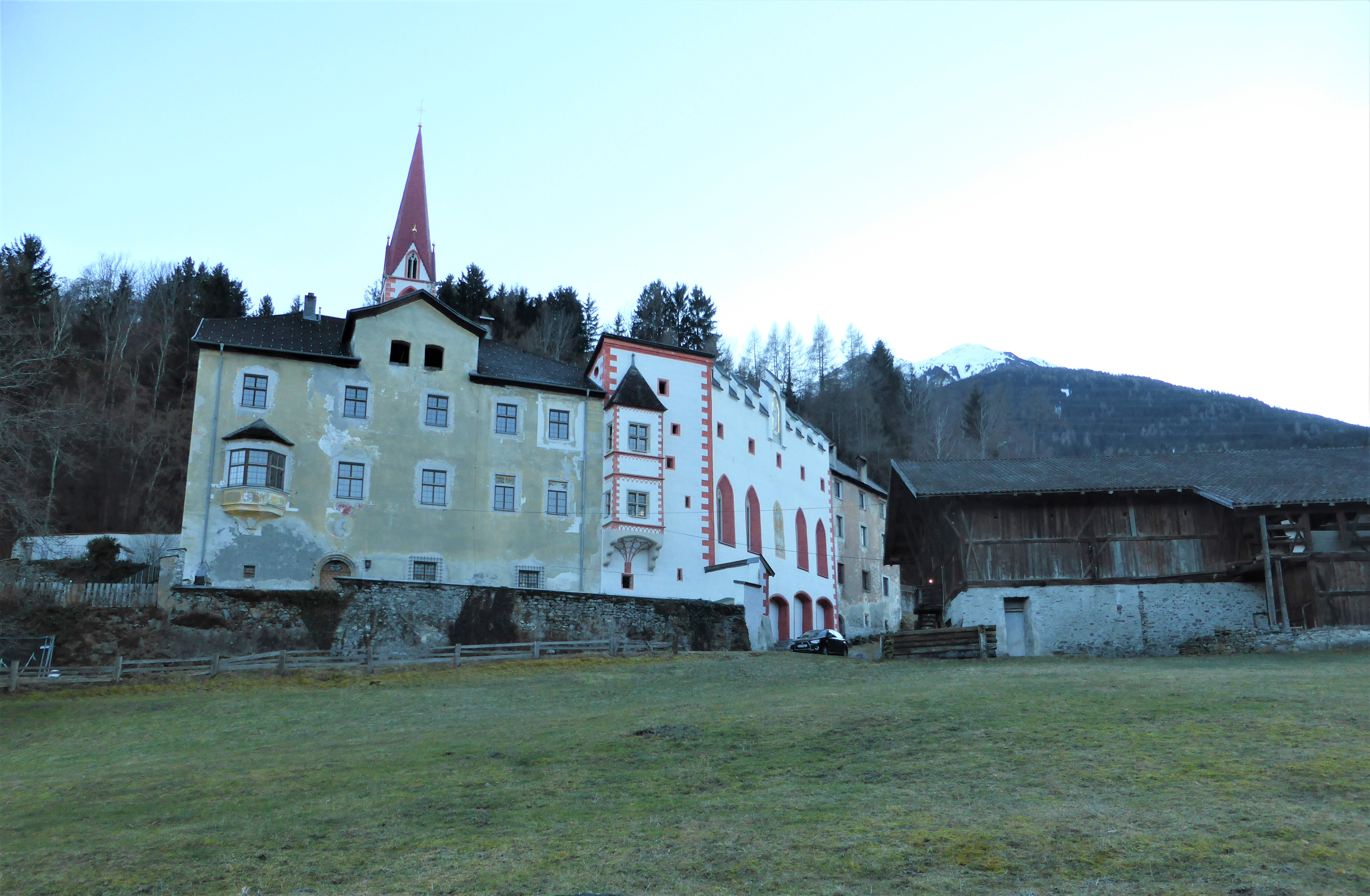
Risgebäude (2022)

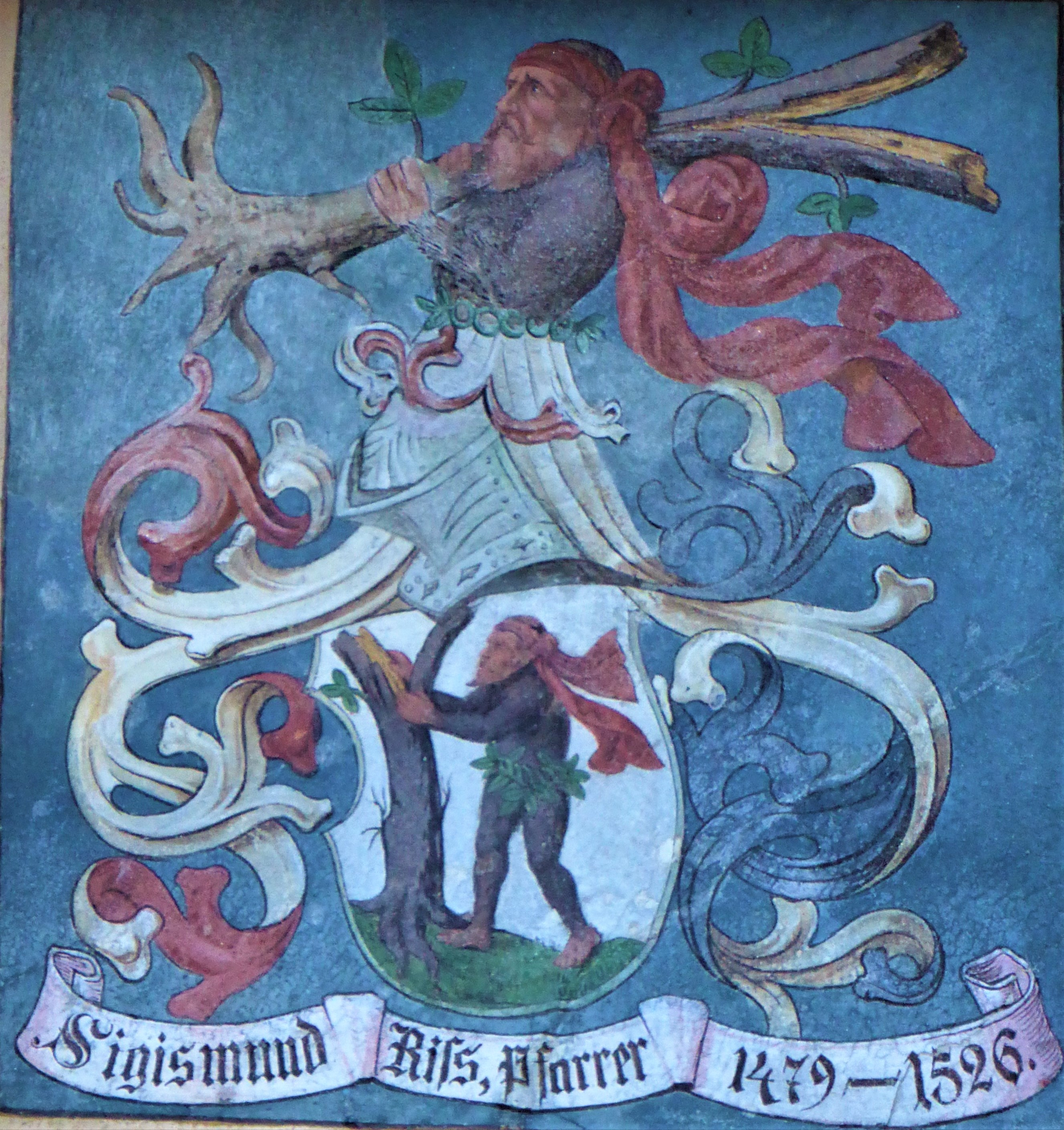
Wappen von Sigismund Ris

Das Widum Flaurling (auch Rishaus, Risschlössl, Riesgebäude, Ansitz Ris, Ansitz Risenegg oder Flaurlinger Schlösschen genannt) liegt in der Gemeinde Flaurling im Bezirk Innsbruck-Land in Tirol, Österreich.

## Geschichte
Hier wurde zuerst im 14. Jahrhundert ein Romanischer Kernbau errichtet, der in der zweiten Hälfte des 15. Jahrhunderts durch Sigismund von Tirol erworben und zu einem Jagdschloss ausgebaut wurde. 1479 schenkte er das Anwesen seinem Hofkaplan Sigmund Ris.
1500/01 wurde das Jagdschloss zu einem herrschaftlichen Pfarrgut umgebaut, die dazugehörige Kapelle wurde 1510 errichtet. Am 15. April 1516 errichtete Ris eine am 7. Jänner 1520 erneuerte Stiftung in Flaurling, die ewig der Rysen Stift hieß. Diese umfasste seine Bibliothek (die sog. Risliberey), mehrere Pretiosen sowie ein Messstipendium. Der Benefiziat sollte neben einem Gehalt auch in dem Ansitz Risenegg wohnen dürfen und erhielt den Frühmessgarten. Die Stiftung verlor im Zuge der Geldentwertung nach dem Ersten Weltkrieg ihr Vermögen. Das Risschloss ist aber heute noch im Besitz der Kirchenstiftung Flaurling.

## Baulichkeit
Das mehrteilige Ensemble besteht aus dem Pfarrhof Flaurling, der Kapelle Flaurling, dem Bibliothekstrakt, dem Ansitz Risenegg und weiteren Wirtschaftsgebäuden (Pfarrstadel) sowie einem gegen den Berg liegenden Barockgarten. Als Erbauer des Komplexes wurde Oswald Klotz aus Inzing von Ris beauftragt, er hat auch den Risschen Stiftungsbrief mit unterschrieben. Die ganze Umgebung des Risgebäudes wurde damals mit einem Bauverbot belegt, „damit in die Gemächer an lufft, liecht, aussehen, Ein- und Ausfahrt kein Schaden erwachse“, und dies ist auch heute noch so.

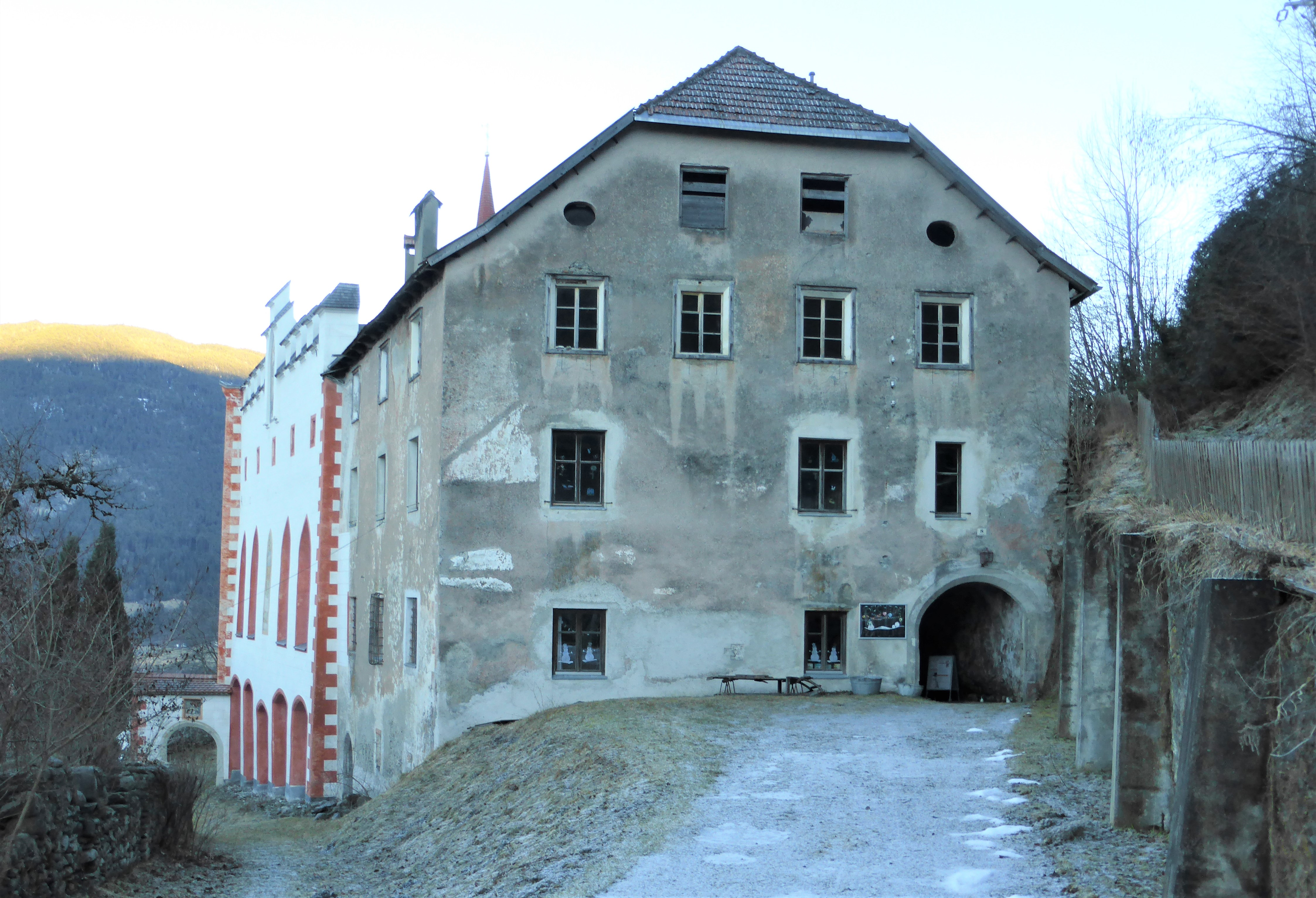
Pfarrhof des Widums

Der Westteil stellt den Ansitz Risenegg dar. Dieser Teil ist dreigeschoßig und mit einem Krüppelwalmdach gedeckt. Er weist westseitig vier bzw. nordseitig drei Fensterachsen auf. Im Dachgeschoß befinden sich rechts und links von zwei Fenstern zwei Ochsenaugen. Dieser Bauteil wird seit 1990 als öffentliche Pfarrbibliothek genutzt. Hier führt der Zugang zu dem Ensemble durch eine südwestlich gelegene tonnengewölbte Durchfahrt. Im Inneren befindet sich eine Stube mit Täfelung von 1692, der Flur ist mit einem Netzgratgewölbe ausgestattet.

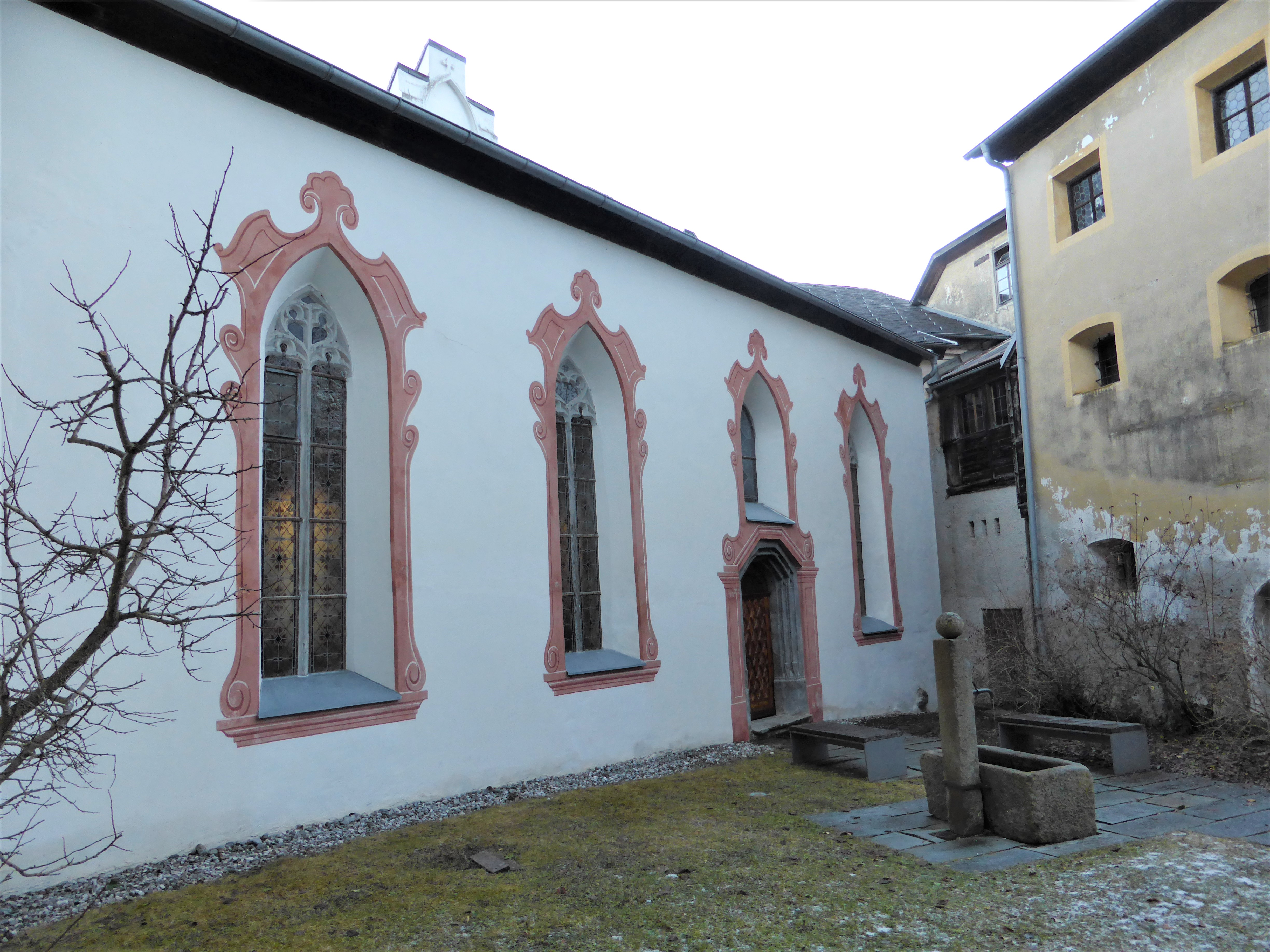
Kapelle Flaurling

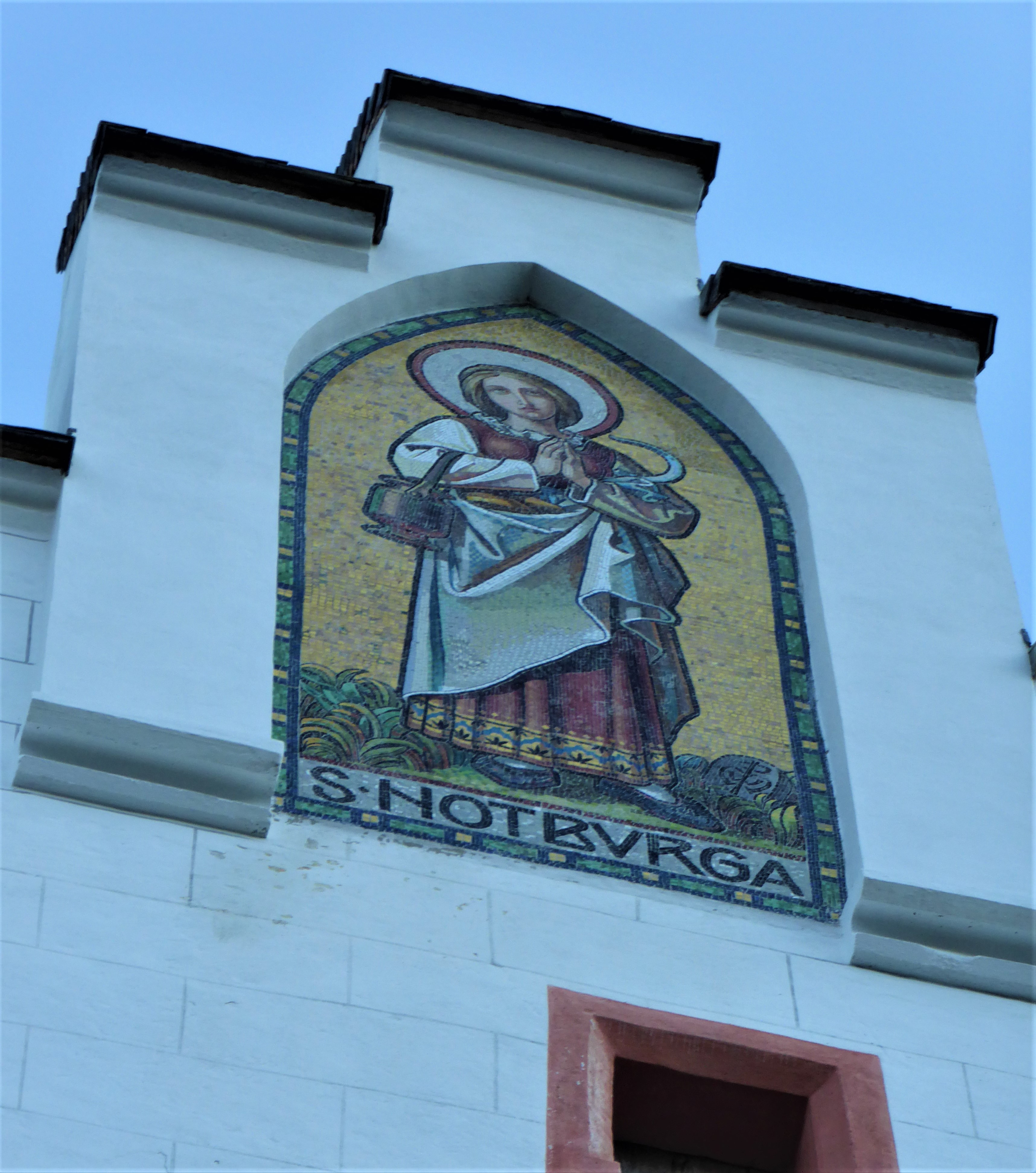
Notburgamosaik auf der Nordseite der Kapelle Flaurling

Der um 1510 errichtete Kapellentrakt liegt mittig in dem Ensemble. Die Kapelle ist eine Saalkirche, besitzt spätgotische Fenster und im Süden ein Eingangsportal. Talwärts schließt dieser Bauteil mit einer zinnengekrönten Blendwand mit vier Kirchenfenstern ab, oben auf der Wand ist ein großes Mosaik mit der hl. Notburga angebracht. Unterhalb führt ein Eingangstor mit einem gemalten Wappen von Sigmund Ris zu dem Schlossgarten. Außen findet sich eine gemalte Architekturgliederung und auf der Seite zum Innenhof ein mehrfach gekehltes und nach oben zu trapezförmig verlaufendes Portal. Diese Arbeiten werden Niklas Türing dem Ältere zugeschrieben. Pfarrer Ris ließ in der Kapelle einen Flügelaltar errichten. Dieser zeigt im Mittelteil die hl. Sippe, an den Flügeln wird das Marienleben dargestellt (Verkündigung des Herrn, Geburt Christi, Beschneidung des Herrn und Anbetung der Könige). An den Außenseiten der Flügel ist links Kaiser Heinrich und rechts der Herzog Leopold abgebildet. Zu Füßen der beiden Heiligen knien die Stifter, links der Pfarrer Sigmund Ris mit seinem Wappen, rechts sein Bruder Christian Ris mit Gattin Margaretha und Schwester Katharina Gföllin, die ebenfalls beträchtliche Beträge in die Ris-Stiftung eingebracht hatten. Die Predella zeigt den liegenden Stammvater Jesse, aus dessen Brust der Stammbaum zu den Vorfahren Christi in dem Mittelfeld aufsteigt. Ein später von dem Pfarrer Maximilian Wagner errichteter Seitenaltar wurde 1752 konsekriert. Das Altarbild dieses Altars zeigt die Heilige Notburga, das Bild stammt von dem Barockmaler Christoph Anton Mayr aus Schwaz. Der Innenraum der Kirche wurde 1868 in neugotischem Stil neu gestaltet; er besitzt eine flache bemalte Holzdecke sowie weitere neugotische Architekturelemente, die mit Schablonenmalerei verziert sind. Eine Orgel aus dem 18. Jahrhundert wurde im 19. Jahrhundert durch den Orgelbauer Johannes Weber aus Oberperfuß in die heutige Form umgebaut. Nach der 1972 durch Hubertus von Kerssenbrock erfolgten Restaurierung wurde die Orgel dem Peter-Anich-Museum in Oberperfuß als Leihgabe überlassen und dann im Jahr 1987 wieder zurückgeholt. Die Glocke wurde durch Heinrich Reinhart 1609 gegossen.

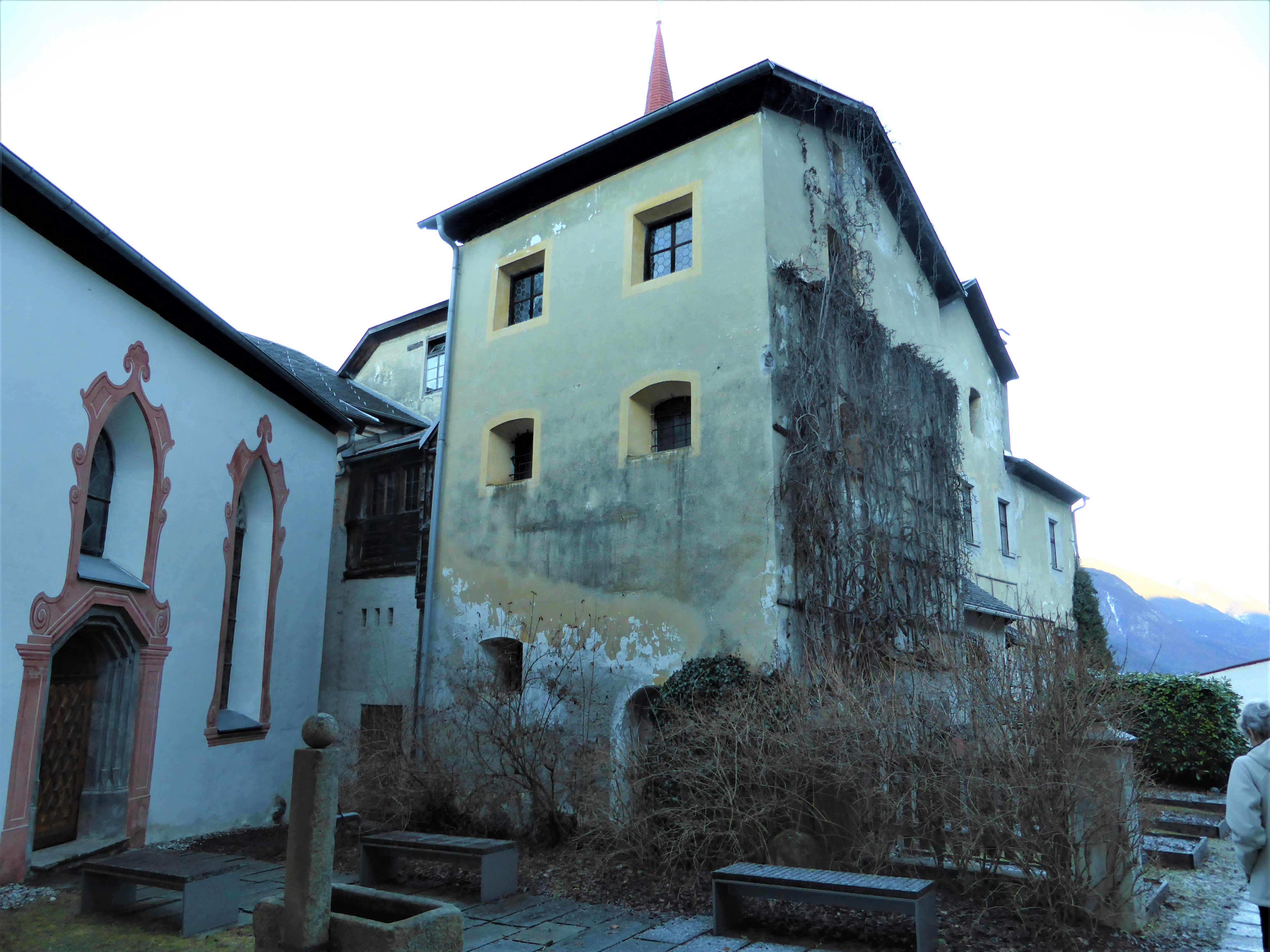
Jagdschloss Flaurling im Innenhof

Zwischen Kapelle und dem Pfarrhof Risenegg steht ein turmartiger, durch gotische Architekturmalereien gegliederter Trakt, der ursprünglich der Verwahrung des Archives und der Bibliothek diente. Dieser ist ein dreigeschoßiger Rechteckbau mit einem vorspringende Eckerker auf der Nordseite mit einem Pyramidendach und einem trichterförmigen Zugang. Daneben steht ein turmartiger, dreigeschoßiger Bauteil, der auf das ehemalige Jagdschloss von Sigismund zurückgeht. Die Bibliothek umfasste einst ca. 150 Bände, von denen einige nach dem Ableben des Stifters erworben wurden. Ursprünglich waren die Bücher angekettet, 80 der erhaltenen Bände lassen sich auf Grund von Spuren an den Einbanddeckeln als libri catenati erkennen; es muss sich also um eine Pultbibliothek gehandelt haben. Etliche Bücher wurden im Laufe der Zeit durch unsachgemäße Lagerung beschädigt. Nachdem ein mehrmals geplanter Verkauf der Bücher nicht zustande gekommen war, wurde der wertvollere Teil dieses Bestandes (45 Bände) 1937 aus konservatorischen Gründen an die Universitätsbibliothek Innsbruck verbracht und dieser Bestand wird im Handschriftenmagazin der Universitätsbibliothek verwahrt. Der weniger wertvolle Teil der Bibliothek ist zusammen mit dem Pfarrarchiv im ersten Stock des ehemaligen Pfarrhofes aufgestellt.
Östlich an die Kapelle ist der Pfarrhof Flaurling angebaut; dieser Gebäudeteil ist ebenfalls mit einem Krüppelwalmdach gedeckt. Dieser Bauabschnitt besitzt nordseitig fünf und ostseitig vier Fensterachsen, einen erhöhten Mittelteil und einen spitzen gotischen Dachreiter. Er weist auf der Nordseite einen Polygonalerker auf. Im Inneren wird er durch einen Mittelflur und eine gewendelte Holztreppe mit Balustergeländer erschlossen; hier befinden sich noch gotische und barocke Bau- und Ausstattungsdetails.

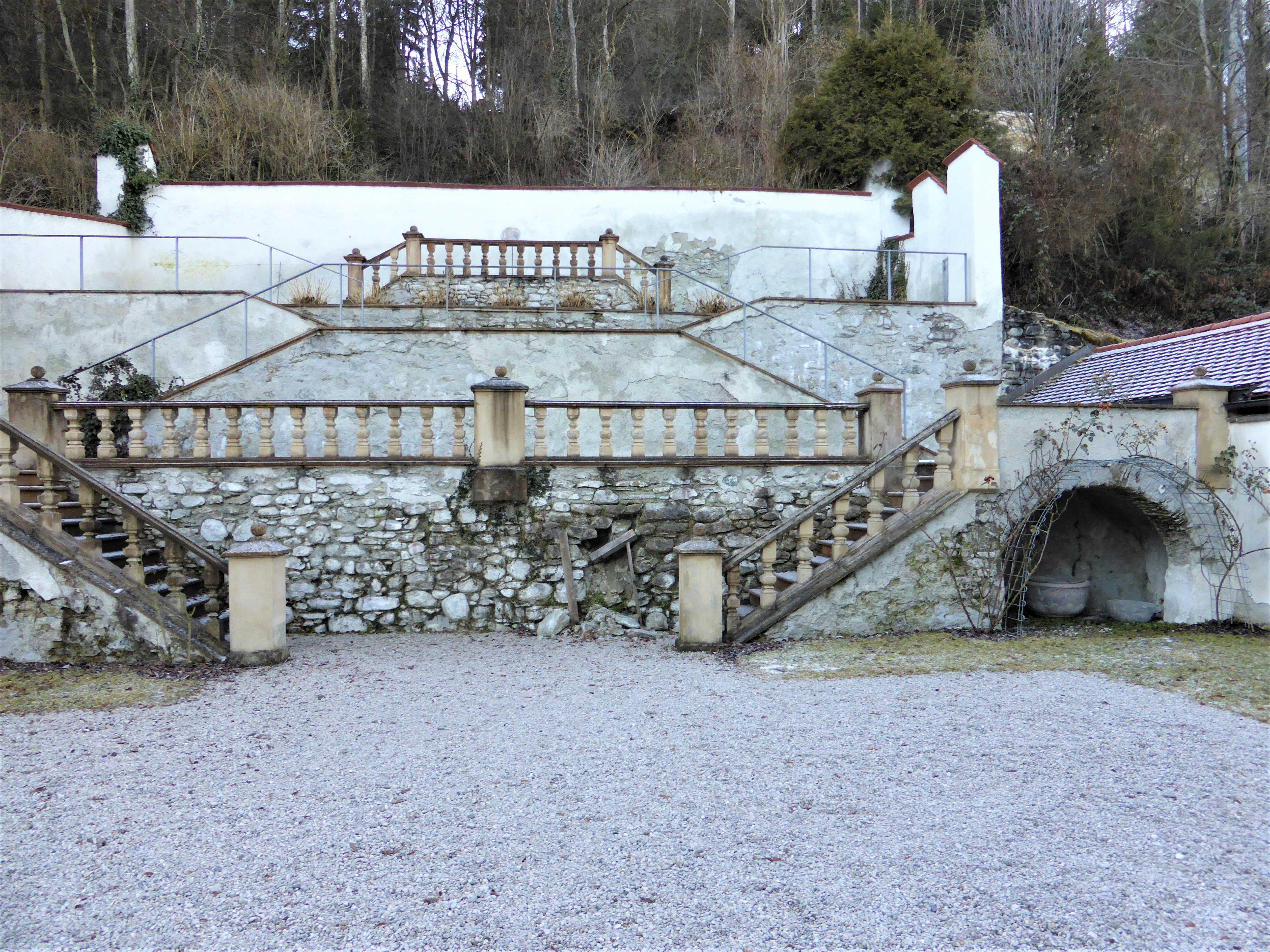
Barockgarten Flaurling

Der oberhalb des Schlosses angelegte Barockgarten mit ansteigenden Terrassen stammt von 1745. Er besteht aus vier Terrassen und einer gegenläufig angelegten Treppenanlage mit von Balustraden begrenzten Plattformen. Der „Pfarrgarten“ diente der Selbstversorgung und der Zucht von Blumenschmuck für die Kirche; er war auch als Ort der Erholung und Meditation gedacht. An der Grenze zwischen dem Terrassengarten und dem Gartenareal steht ein aus der Zeit um 1900 stammendes Waschhaus; dieses ist eingeschoßiger gemauerter Bau mit einem Satteldach, das im Kern vermutlich auf eine barocke Brunnengrotte zurückgeht. Der Frühmessgarten liegt westlich des Ansitzes Risenegg und wird durch eine Natursteinmauer eingefriedet. Die Erschließung des Gartens erfolgt durch ein von Mauerpfeilern flankiertes Portal in der Nordwestecke und einen Zugang an der Südseite.

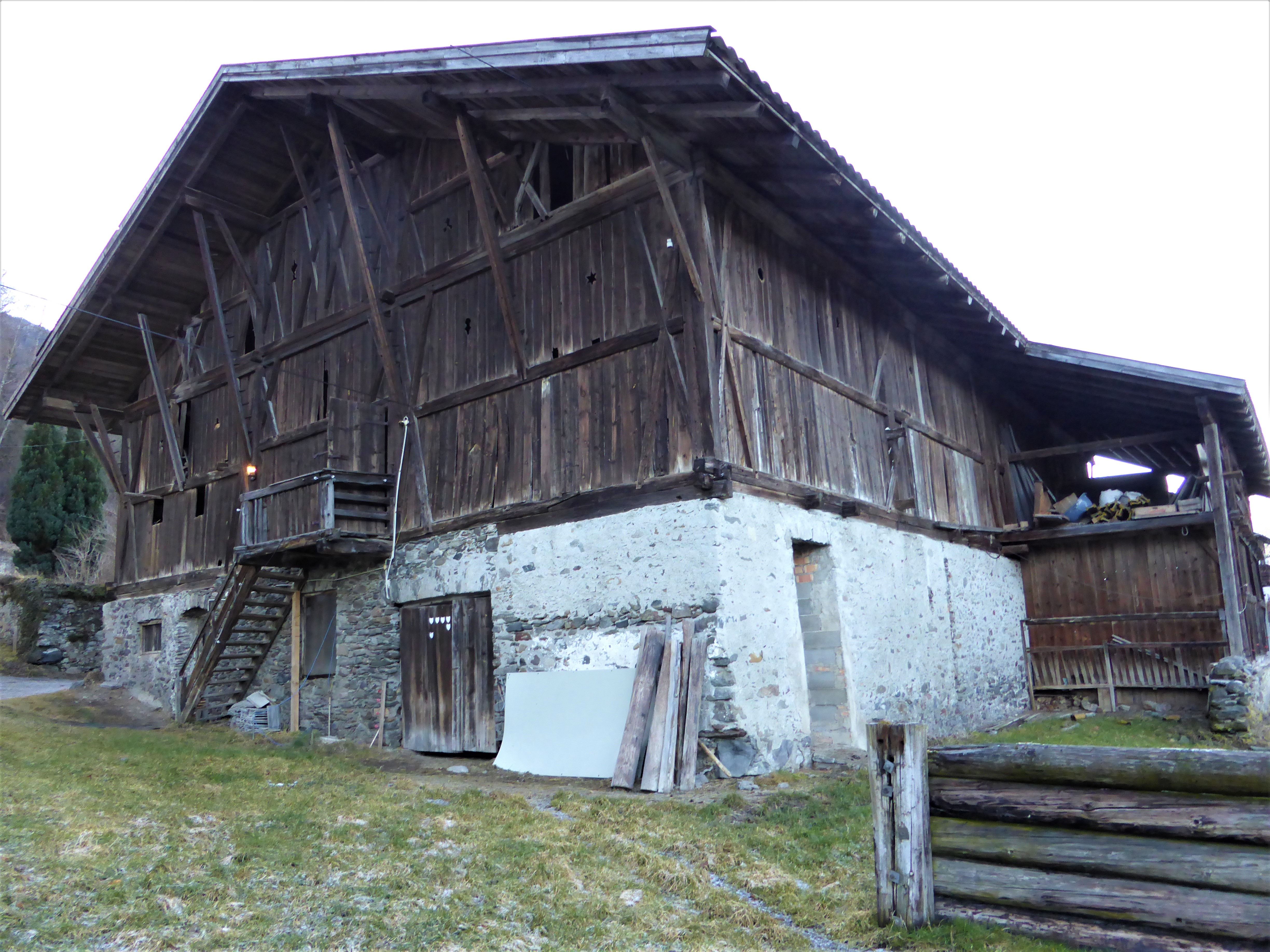
Pfarrstadl Flaurling

Unterhalb des Ansitzes liegt der mit einem Satteldach gedeckte Pfarrstadel. Dieser ist ein lang gestreckter Bau mit einem gemauerten Erdgeschoß, auf dem steht der in senkrecht verbretterter Riegelbauweise aufgeführte Stadel, er besitzt ein allseitig vorkragendes Satteldach. Im Inneren wird er durch vier, jeweils stichkappengewölbte Räume gegliedert. Der Stadl besitzt einen reich gestalteten Bundwerkgiebel, der laut einer Inschrift von 1806 stammt. Er wird auch heute noch als Kuhstall und als Stadl genutzt.
Ein Kalvarienberg mit elf offenen Stationskapellen wurde zwischen 1824 und 1856 errichtet und zieht sich an dem oberhalb des Schlosses liegenden Berghang bis zur Kalvarienbergkapelle hin.
Der Mittelteil des Ansitzes mit Kapelle und Bibliotheksturm wurde aus Mitteln der Landesgedächtnisstiftung Tirol restauriert. Pfarrhof, Ansitz und Barockgarten (bislang nur durch ein Eisengeländer gesichert) harren weiterhin einer Renovierung. 1928 war der von der Pfarre geführte Kindergarten Flaurling in der Bücherei im Risschloss untergebracht. 1939 wurde der Pfarrkindergarten behördlich geschlossen, kehrte aber nach dem Zweiten Weltkrieg bis zum Jahre 1963 in die alten Räumlichkeiten des Risschlosses zurück; wegen eines Rohrbruchs musste dann der Betrieb eingestellt werden. Aktuell (2021) ist angedacht, den Kindergarten von Flaurling erneut in dem Ansitz unterzubringen. Auch durch kulturelle Veranstaltungen wird versucht, den Ansitz wieder einer zeitgemäßen Nutzung zuzuführen.